# Lijst van vogels in Sao Tomé en Principe
Dit is een lijst van vogels die voorkomen in Sao Tomé en Principe.
Op de eilanden Sao Tomé en Principe komen meer dan 140 soorten vogels voor. Zeker 25 soorten zijn endemisch. Drie soorten zijn geïntroduceerd door de mens. De exacte verdeling naar orde verschilt per bron, maar vermoedelijk kunnen de vogels in 18 orden worden verdeeld.

## Ordeeendvogels(Anseriformes)
Familie eendachtigen (Anatidae)

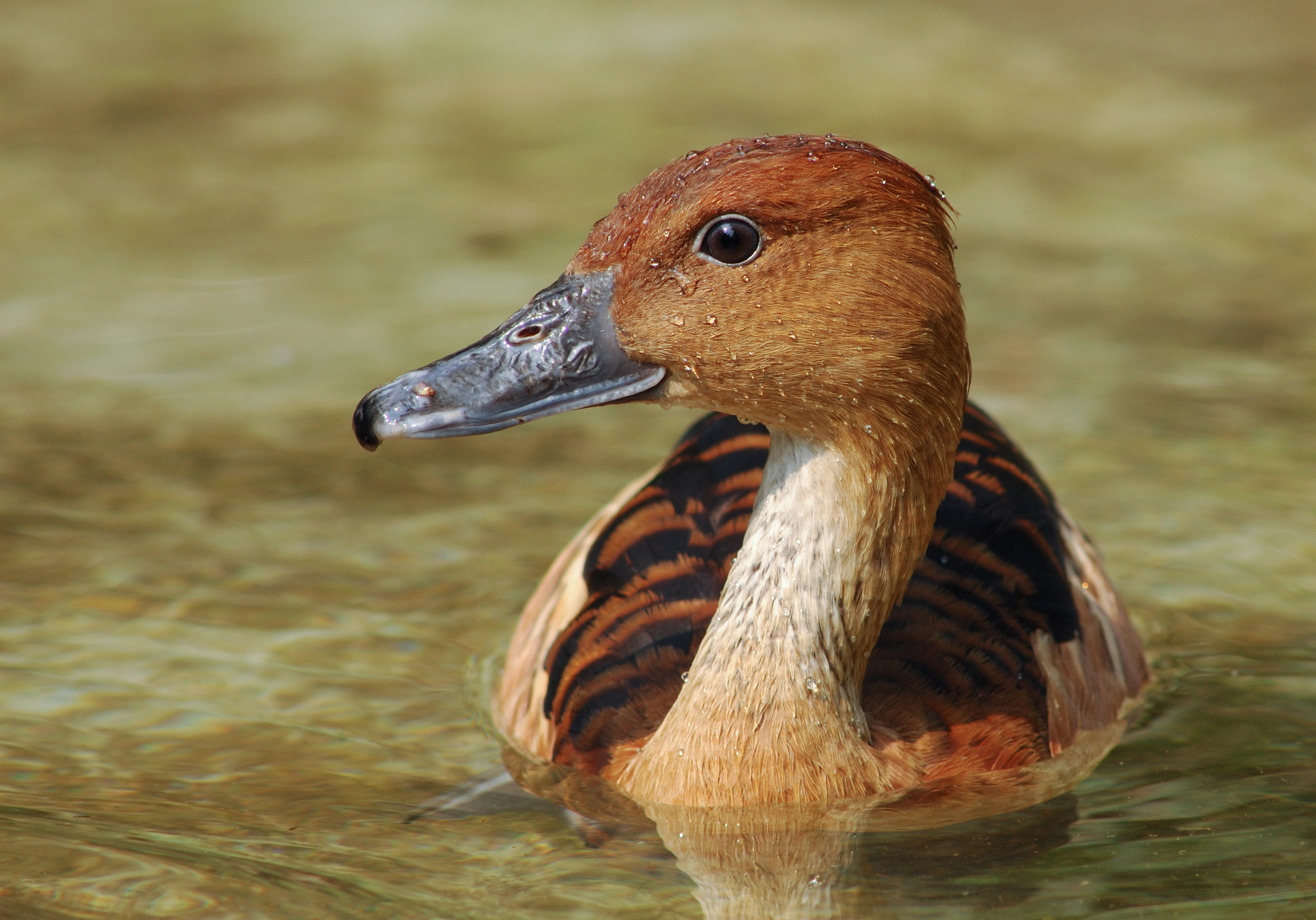
Rosse fluiteend

- Rosse fluiteend, Dendrocygna bicolor (inheems)
- Knobbeleend, Sarkidiornis melanotos (inheems)

## Ordehoendervogels(Galliformes)
Familie parelhoenders (Numididae)

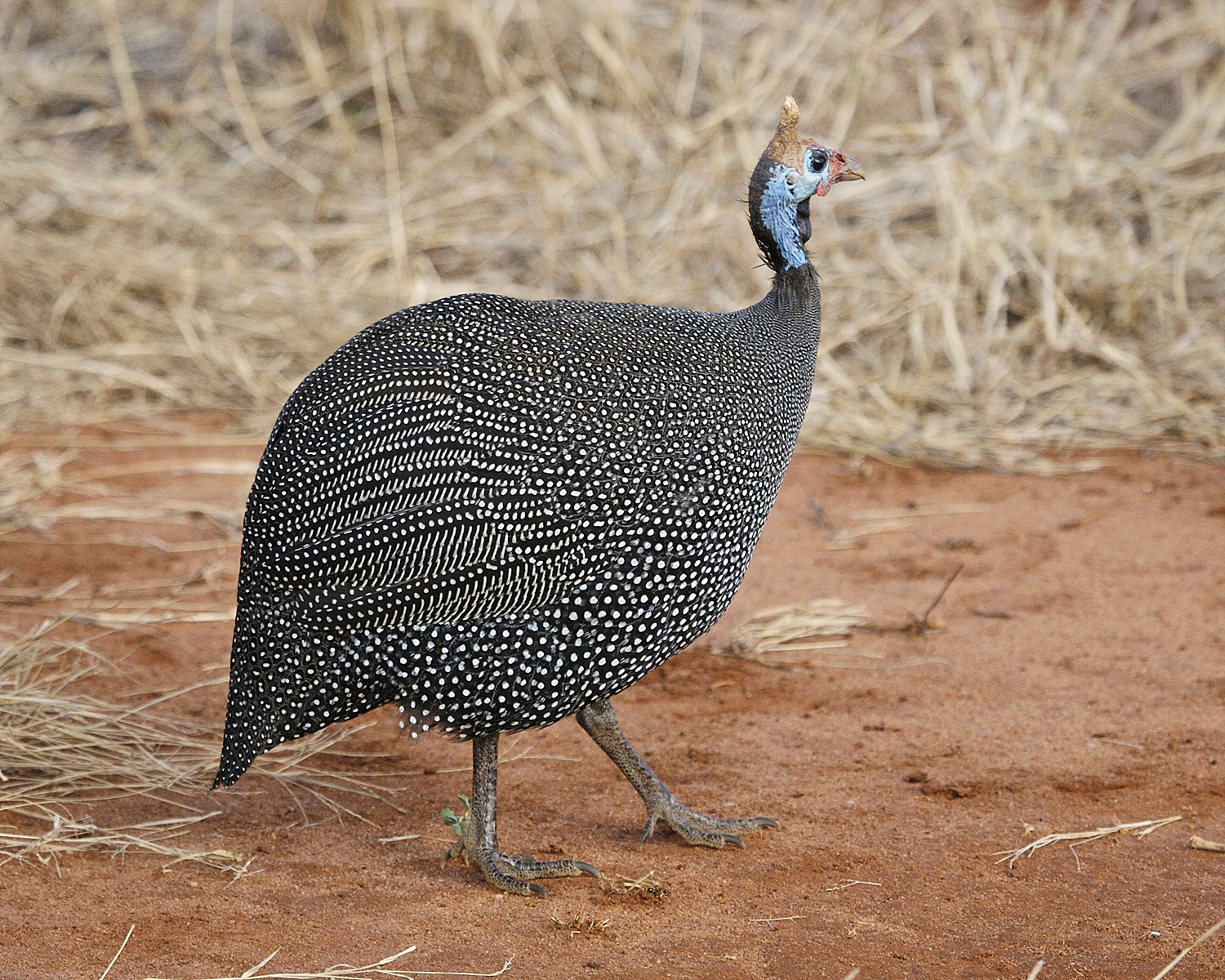
Helmparelhoen

- Helmparelhoen, Numida meleagris (inheems)

Familie fazantachtigen (Phasianidae)
- Geschubde frankolijn, Francolinus squamatus (inheems)
- Roodkeelfrankolijn, Francolinus afer (inheems)
- Harlekijnkwartel, Coturnix delegorguei (inheems)

## Ordeflamingo's(Phoenicopteriformes)
Familie flamingo's (Phoenicopteridae)

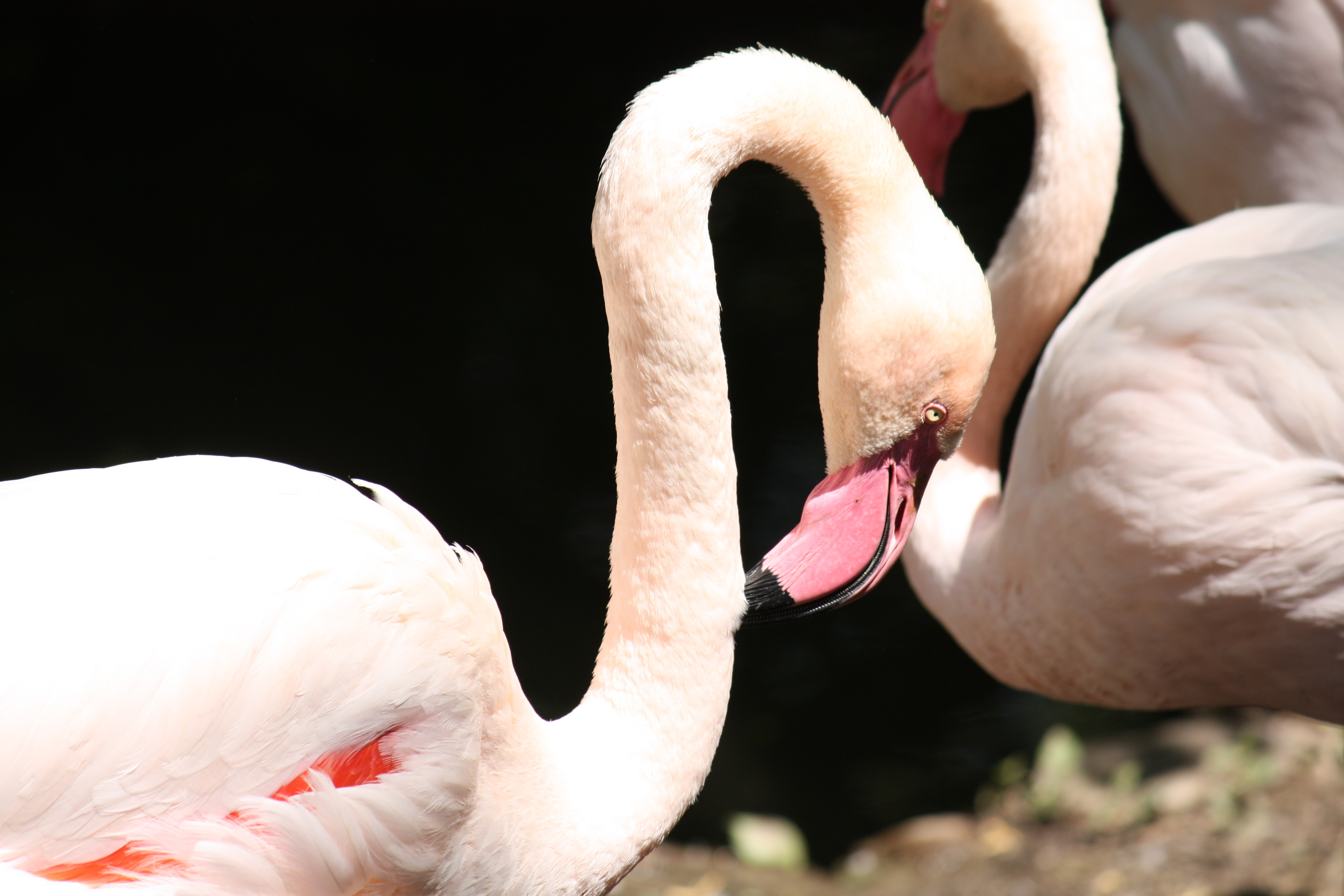
Europese flamingo

- flamingo, Phoenicopterus roseus (inheems)
- Kleine flamingo, Phoenicopterus minor (inheems)

## Ordebuissnaveligen(Procellariformes)

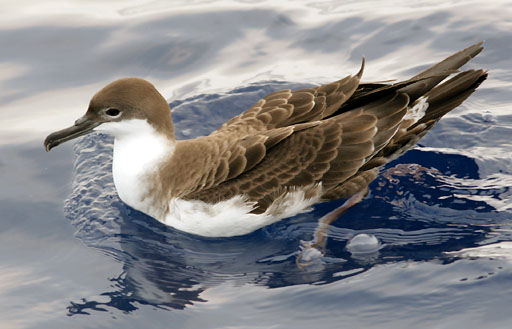
Grote pijlstormvogel

Familie stormvogels en pijlstormvogels (Procellariidae)
- Grote pijlstormvogel, Puffinus gravis (inheems)
- Grauwe pijlstormvogel, Puffinus griseus (inheems)

Familie Noordelijke stormvogeltjes (Hydrobatidae)
- Stormvogeltje, Hydrobates pelagicus (inheems)
- Madeirastormvogeltje, Oceanodroma castro (inheems)

Familie Zuidelijke stormvogeltjes (Oceanitidae)
- Wilsons stormvogeltje, Oceanites oceanicus (inheems)

## Ordekeerkringvogelachtigen(Phaethontiformes)

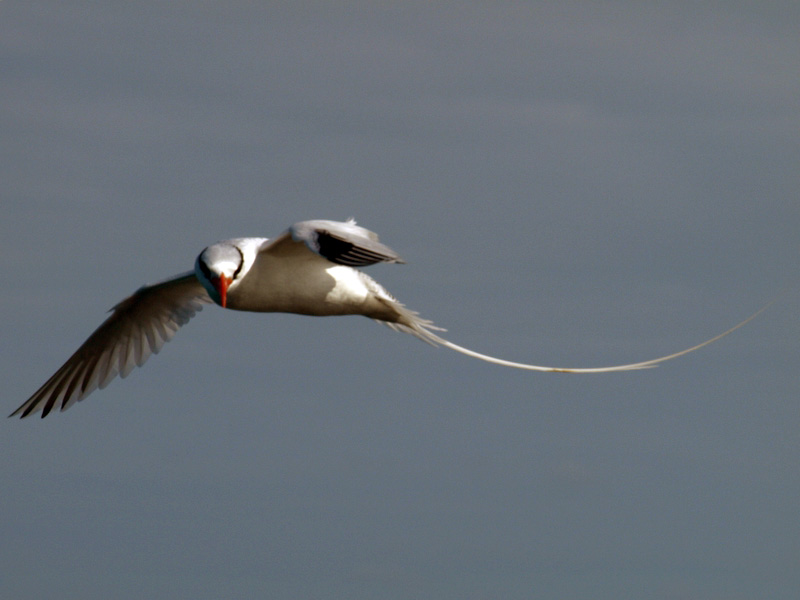
Roodsnavelkeerkringvogel

Familie keerkringvogels (Phaethontidae)
- Witstaartkeerkringvogel, Phaethon lepturus (inheems)
- Roodsnavelkeerkringvogel, Phaethon aethereus (inheems)

## Orderoeipotigen(Pelecaniformes)
Familie reigers (Ardeidae)

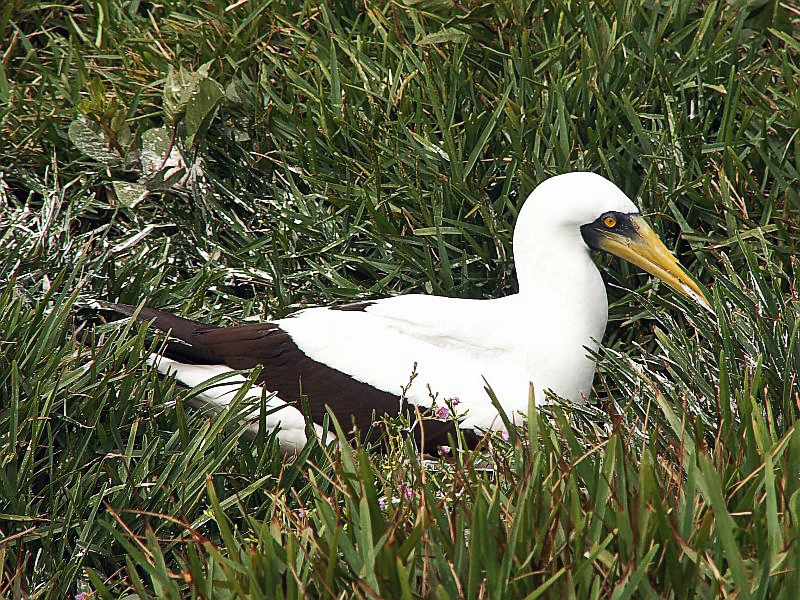
Maskergent

- Woudaap, Ixobrychus minutus (inheems)
- Blauwe reiger, Ardea cinerea (inheems)
- Purperreiger, Ardea purpurea (inheems)
- Grote zilverreiger, Ardea alba (inheems)
- Kleine zilverreiger, Egretta garzetta (inheems)
- Westelijke rifreiger, Egretta gularis (inheems)
- Zwarte reiger, Egretta ardesiaca (inheems)
- Koereiger, Bubulcus ibis (inheems)
- Mangrovereiger, Butorides striata (inheems)

Familie aalscholvers (Phalacrocoracidae)
- Afrikaanse dwergaalscholver, Phalacrocorax africanus of Microcarbo africanus (inheems)

Familie genten (Sulidae)
- Maskergent, Sula dactylatra (inheems)
- Bruine gent, Sula leucogaster (inheems)
- Kaapse jan-van-gent, Morus capensis (inheems)

Familie ibissen en lepelaars (Threskiornithidae)
- Olijfgroene ibis, Bostrychia olivacea (inheems)

## Ordeooievaarachtigen(Ciconiiformes)
Familie ooievaars (Ciconiidae)

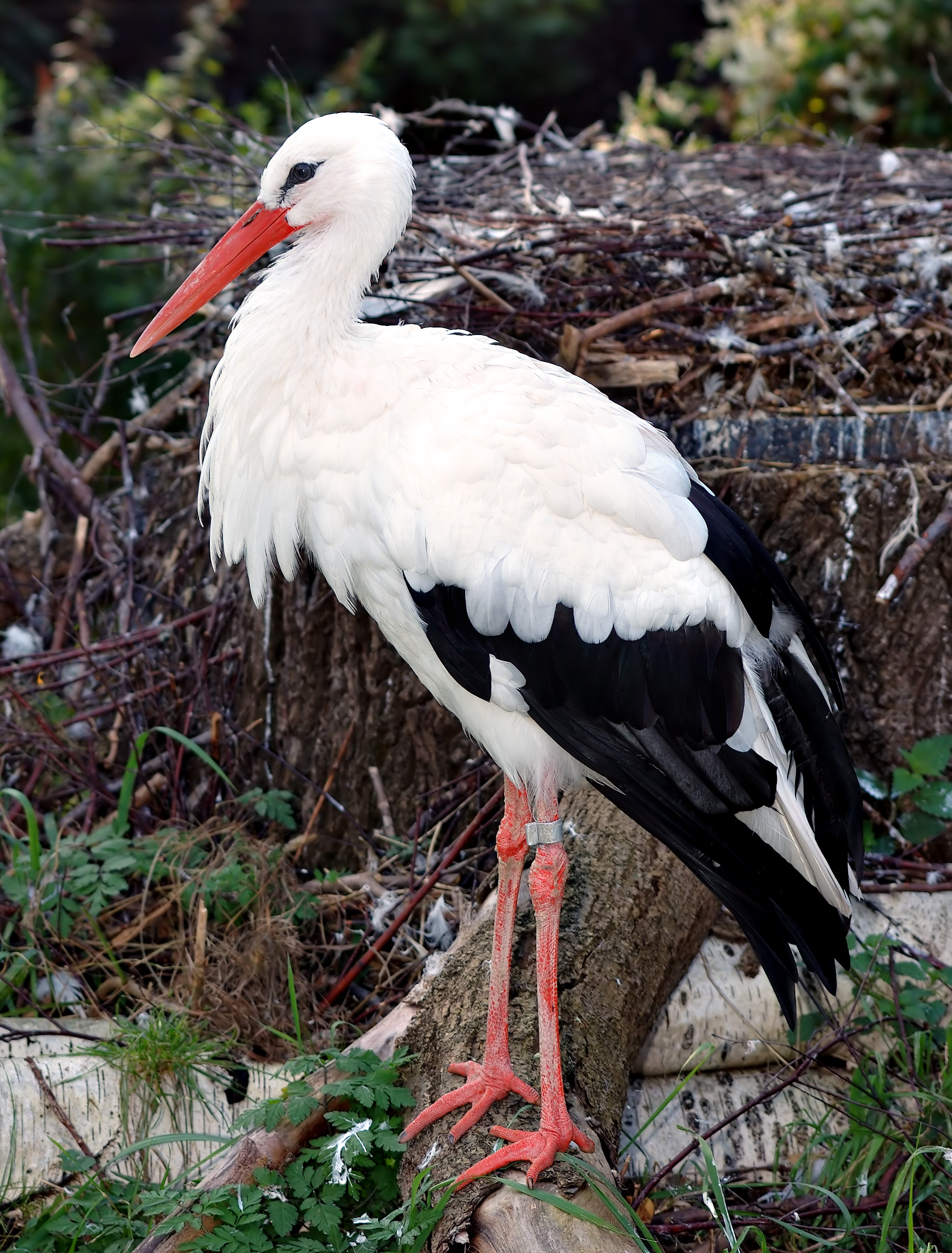
Ooievaar

- Ooievaar, Ciconia ciconia (inheems)

## Ordevalkachtigen(Falconiformes)
Familie valkachtigen (Falconidae)

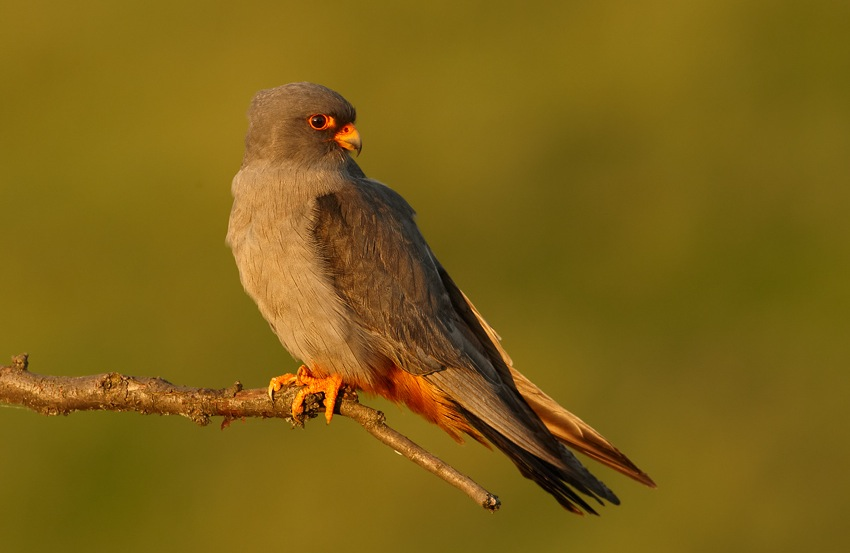
Roodpootvalk

- Roodpootvalk, Falco vespertinus (inheems)

## Orderoofvogels(Accipitriformes)

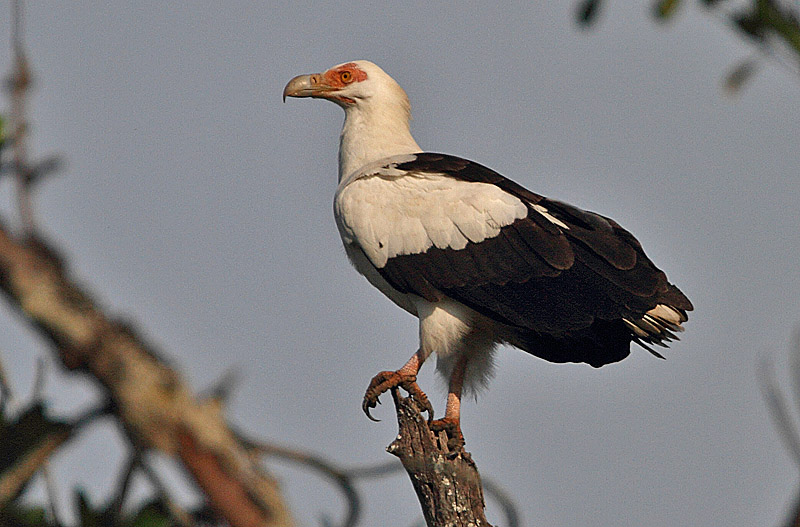
Palmgier

Familie havikachtigen (Accipitridae)
- Zwarte wouw, Milvus migrans (inheems)
- Palmgier, Gypohierax angolensis (inheems)
- Witruggier, Gyps africanus (inheems)

Familie visarenden (Pandionidae)
- Visarend, Pandion haliaetus (inheems)

## Ordekraanvogelachtigen(Gruiformes)

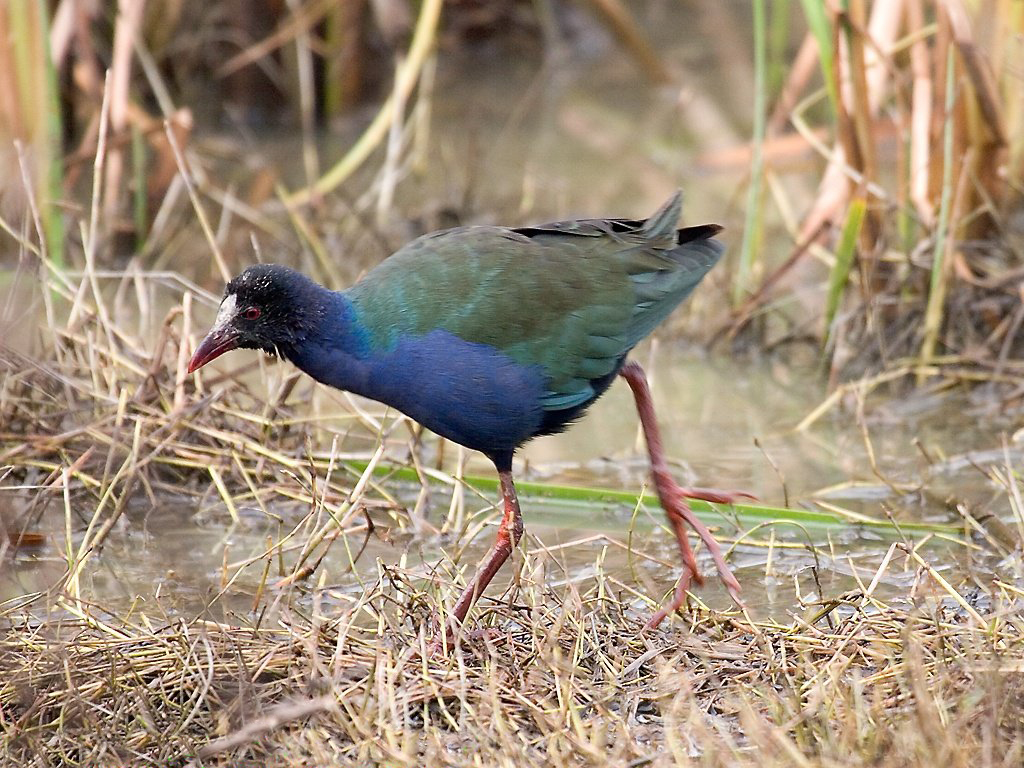
Afrikaans purperhoen

Familie rallen, koeten en waterhoentjes (Rallidae)
- Afrikaanse waterral, Rallus caerulescens (inheems)
- Afrikaanse kwartelkoning, Crecopsis egregia of Crex egregia (inheems)
- Afrikaans purperhoen, Porphyrio alleni (inheems)
- Waterhoen, Gallinula chloropus (inheems)
- Afrikaans waterhoen, Gallinula angulata (inheems)

## Ordesteltloperachtigen(Charadriiformes)

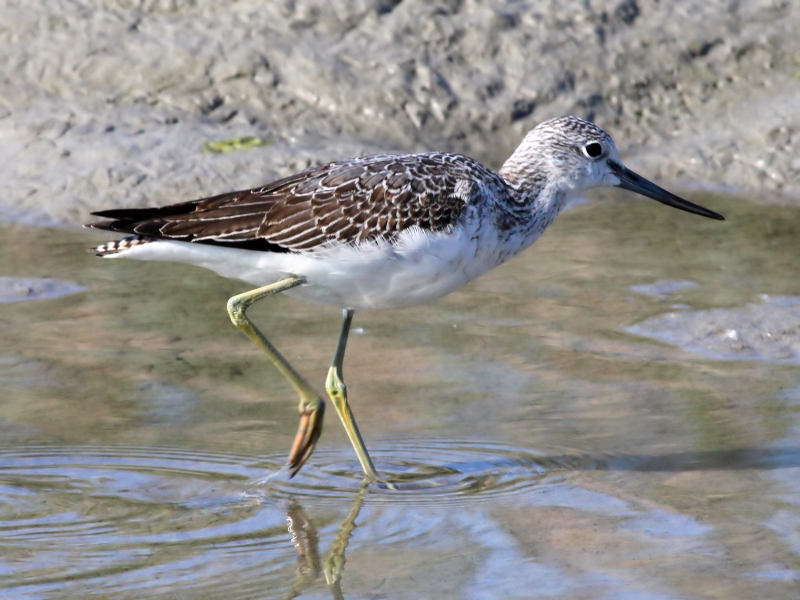
Groenpootruiter

Familie kieviten en plevieren (Charadriidae)
- Zilverplevier, Pluvialis squatarola (inheems)
- Goudplevier, Pluvialis apricaria (inheems)
- Amerikaanse goudplevier, Pluvialis dominica (inheems)
- Kleine plevier, Charadrius dubius (inheems)
- Vale strandplevier, Charadrius marginatus (inheems)

Familie strandlopers en snippen (Scolopacidae)
- Oeverloper, Actitis hypoleucos (inheems)
- Witgat, Tringa ochropus (inheems)
- Groenpootruiter, Tringa nebularia (inheems)
- Poelruiter, Tringa stagnatilis (inheems)
- Bosruiter, Tringa glareola (inheems)
- Regenwulp, Numenius phaeopus (inheems)
- Wulp, Numenius arquata (inheems)
- Rosse grutto, Limosa lapponica (inheems)
- Steenloper, Arenaria interpres (inheems)
- Drieteenstrandloper, Calidris alba (inheems)
- Kleine strandloper, Calidris minuta (inheems)
- Gestreepte strandloper, Calidris melanotos (inheems)
- Krombekstrandloper, Calidris ferruginea (inheems)

Familie renvogels en vorkstaartplevieren (Glareolidae)
- Steppevorkstaartplevier, Glareola nordmanni (inheems)

Familie meeuwen (Laridae)
- Noddy, Anous stolidus (inheems)
- Witkapnoddy, Anous minutus (inheems)
- Bonte stern, Onychoprion fuscatus (inheems)
- Brilstern, Onychoprion anaethetus (inheems)
- Witvleugelstern, Chlidonias leucopterus (inheems)

Familie jagers (Stercorariidae)
- Middelste jager, Stercorarius pomarinus (inheems)

## Ordeduifachtigen(Columbiformes)
Familie duiven (Columbidae)
- Rotsduif, Columba livia (inheems)

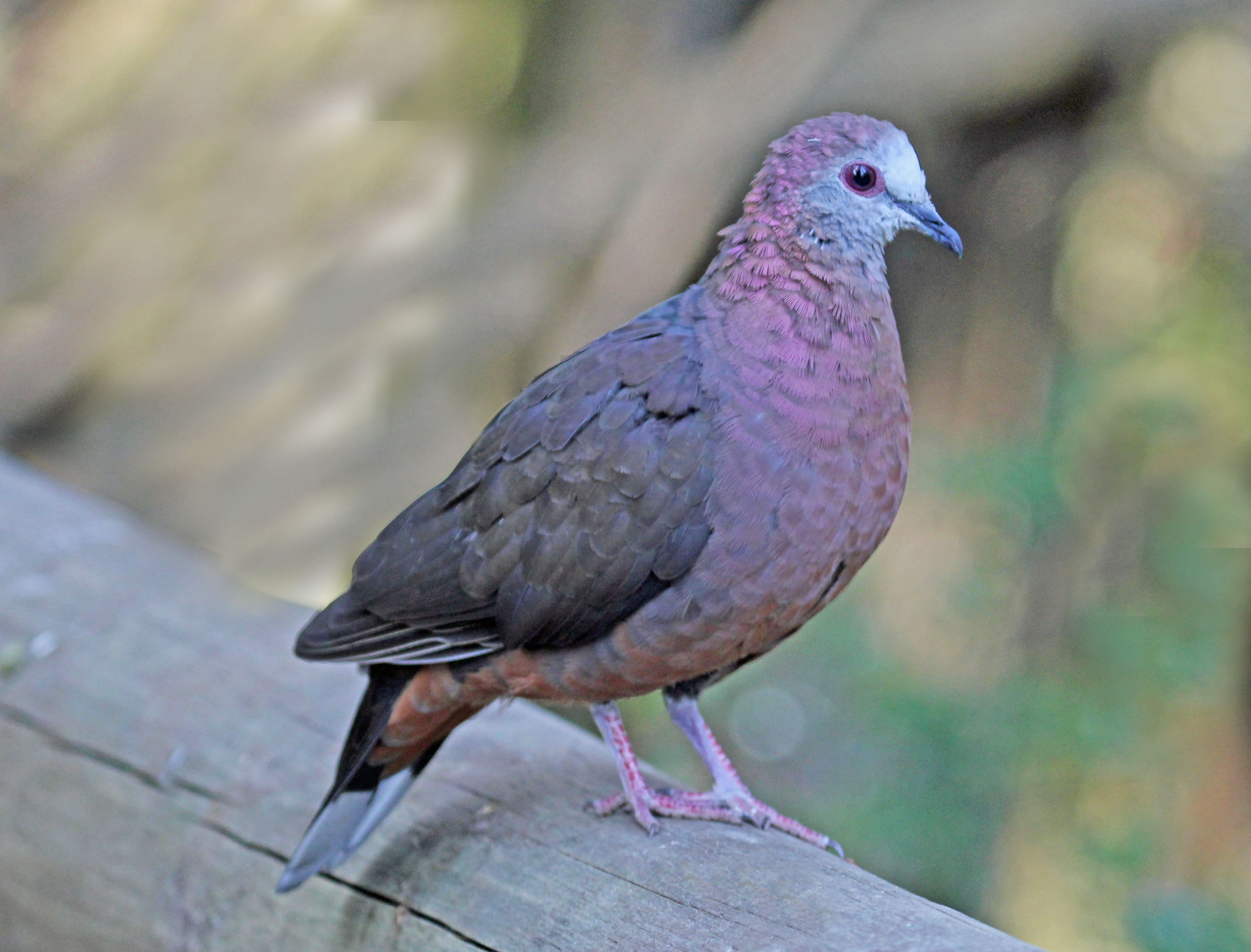
Kaneeltortel

- Olijfduif, Columba arquatrix (inheems)
- Sao-Toméolijfduif, Columba thomensis (inheems, endemisch)
- Sao-Tomébronsnekduif, Columba malherbii (inheems, endemisch op de eilanden in de Golf van Guinee)
- Kaneeltortel, Columba larvata (inheems)
- Columba simplex (inheems, endemisch)
- Palmtortel, Streptopelia senegalensis of Spilopelia senegalensis (inheems)
- Sao-Tomépapegaaiduif, Treron sanctithomae (inheems, endemisch)
- Afrikaanse papegaaiduif, Treron calvus (inheems)

## Ordepapegaaiachtigen(Psittaciformes)

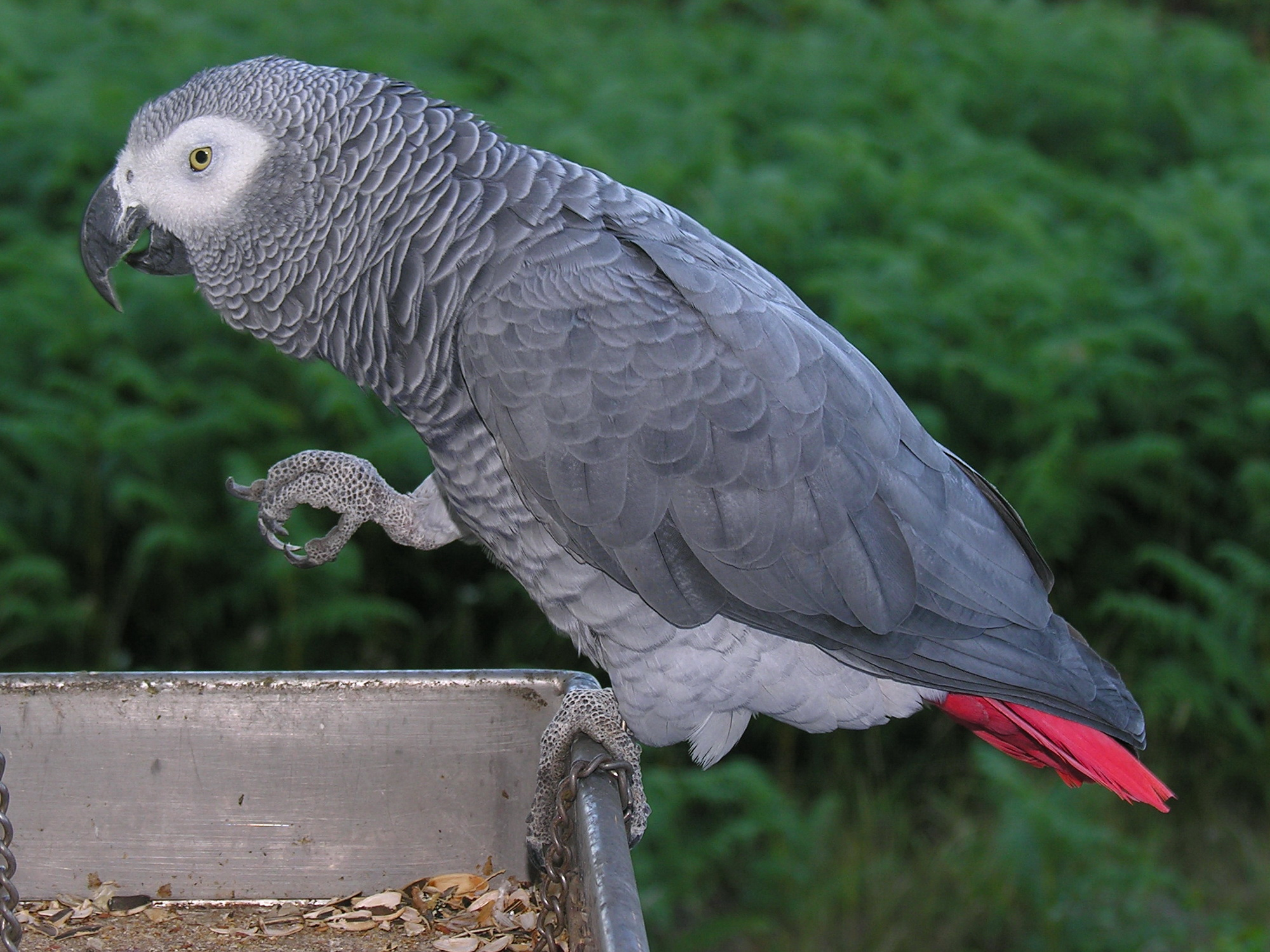
Grijze roodstaartpapegaai

Familie papegaaien van Afrika en de Nieuwe Wereld (Psittacidae)
- Grijze roodstaartpapegaai, Psittacus erithacus (inheems)

Familie papegaaien van de Oude Wereld (Psittaculidae)
- Roodmaskeragapornis, Agapornis pullarius (inheems)

## Ordekoekoeksvogels(Cuculiformes)
Familie koekoeken (Cuculidae)

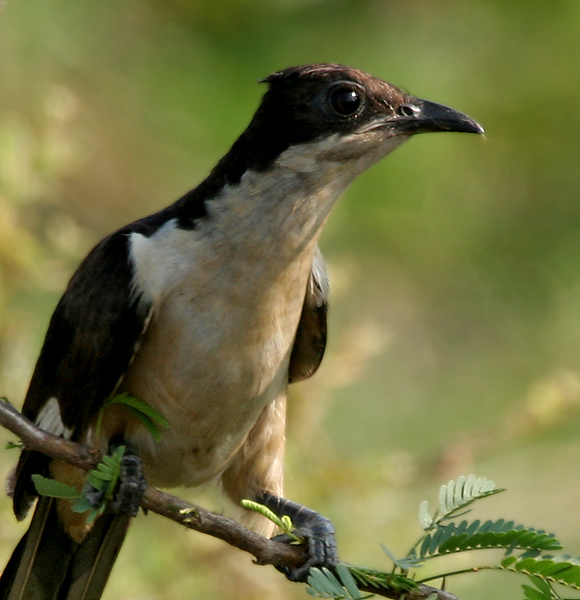
Jacobijnkoekoek

- Jacobijnkoekoek, Clamator jacobinus (inheems)
- Kuifkoekoek, Clamator glandarius (inheems)
- Koekoek, Cuculus canorus (inheems)
- Klaas' koekoek, Chrysococcyx klaas (inheems)
- Smaragdkoekoek, Chrysococcyx cupreus (inheems)

## Ordeuilen(Strigiformes)
Familie kerkuilen (Tytonidae)
- Kerkuil, Tyto alba (inheems)

Familie uilen (Strigidae)

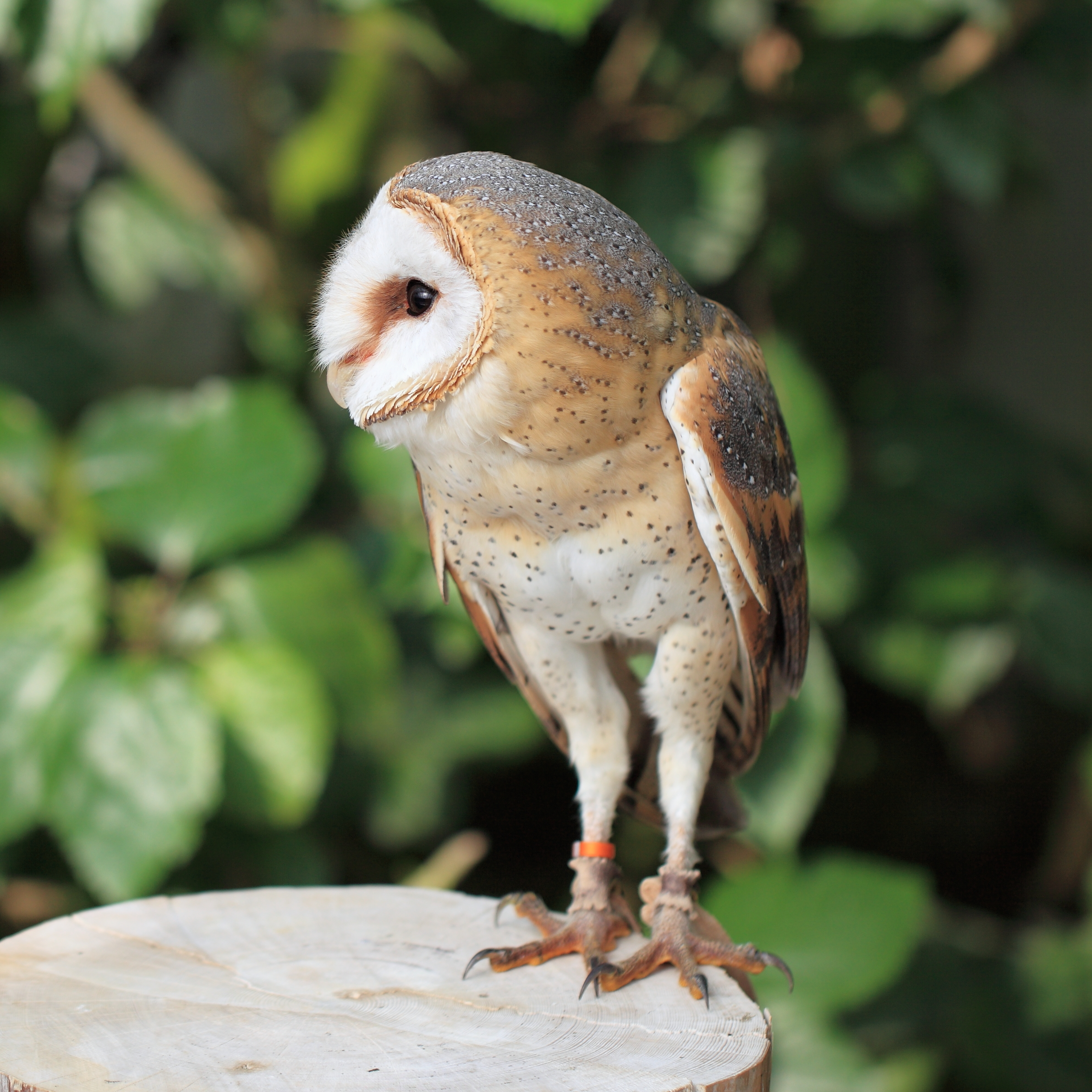
Kerkuil

- Afrikaanse dwergooruil, Otus senegalensis (inheems)
- Hartlaubs dwergooruil, Otus hartlaubi (inheems, endemisch)
- Otus bikegila (inheems, endemisch)

## Ordegierzwaluwachtigen(Apodiformes)
Familie gierzwaluwen (Apodidae)

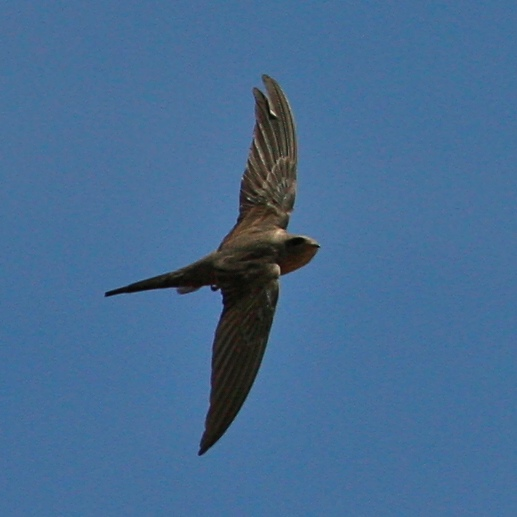
Afrikaanse palmgierzwaluw

- Sao-Tomégierzwaluw, Zoonavena thomensis (inheems, endemisch)
- Huisgierzwaluw, Apus affinis (inheems)
- Afrikaanse palmgierzwaluw, Cypsiurus parvus (inheems)

## Ordescharrelaarvogels(Coraciiformes)
Familie ijsvogels (Alcedinidae)

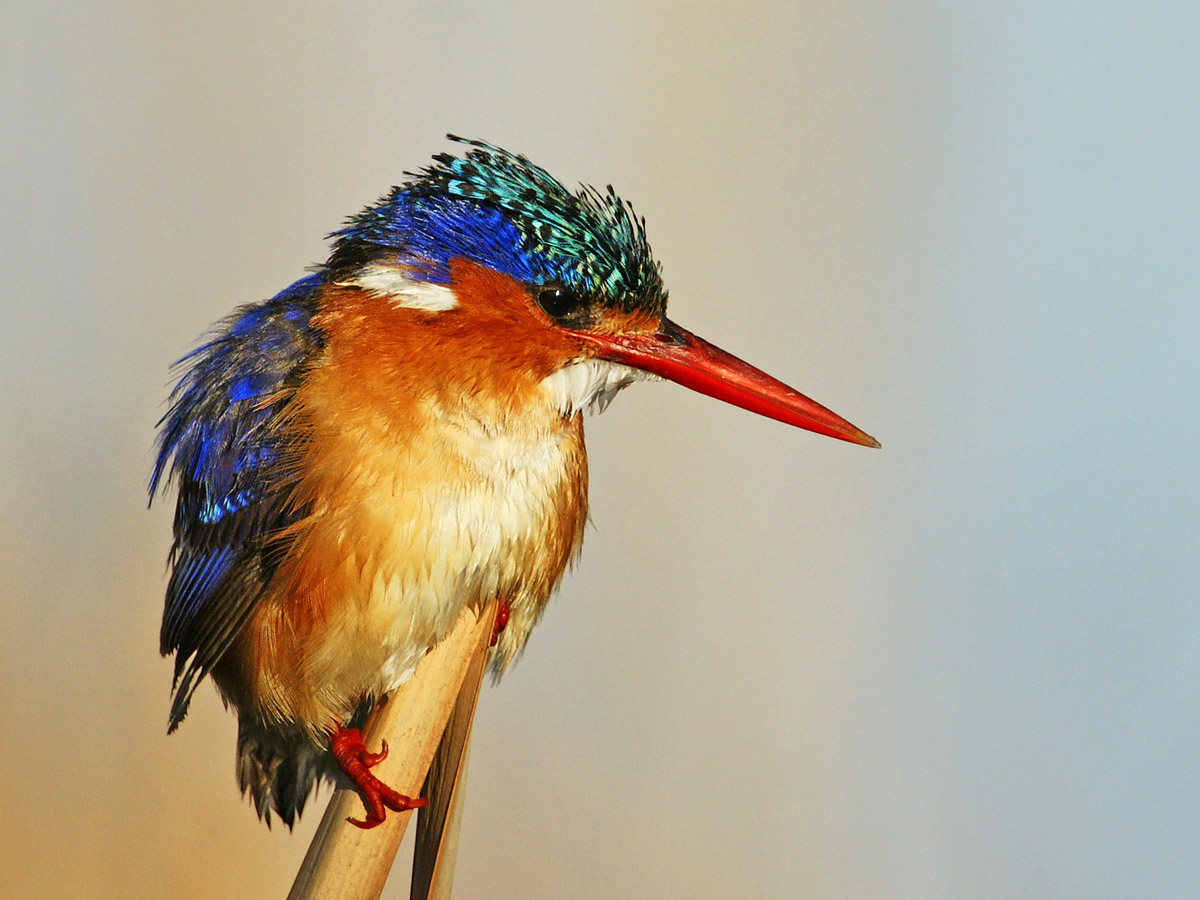
Kleine gekuifde ijsvogel

- Malachietijsvogel of kleine gekuifde ijsvogel, Alcedo cristata of Corythornis cristata (inheems)
- Witbuikijsvogel, Alcedo leucogaster of Corythornis leucogaster (inheems)
- Principe-ijsvogel, Alcedo nais, Alcedo cristata nais of Corythornis cristatus nais (inheems, endemisch op Principe)[3]
- Teugelijsvogel, Halcyon malimbica (inheems)
- Bonte ijsvogel, Ceryle rudis (inheems)

Familie scharrelaars (Coraciidae)
- Scharrelaar, Coracias garrulus (inheems)

## Ordezangvogels(Passeriformes)
Familie klauwieren (Laniidae)

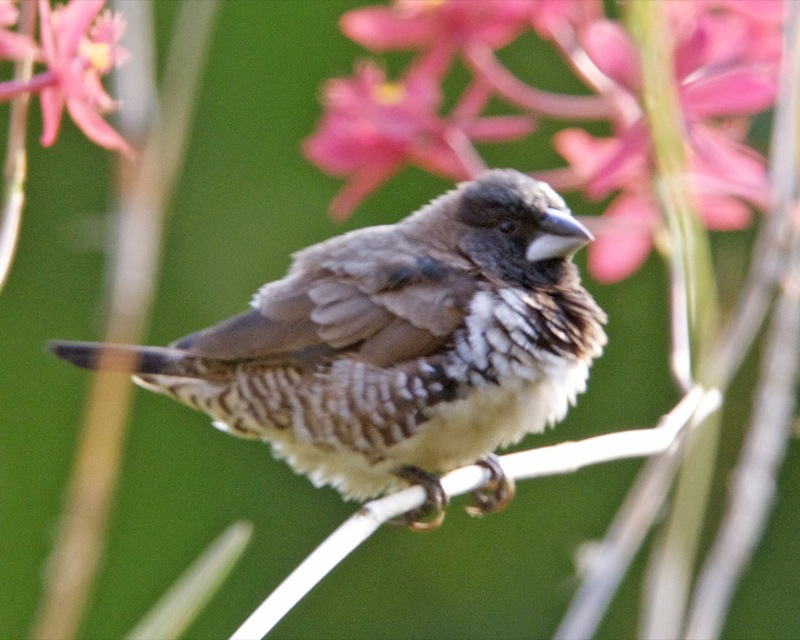
Ekstertje

- Kleine klapekster, Lanius minor (inheems)
- Newtons klauwier, Lanius newtoni (inheems, endemisch)

Familie wielewalen en vijgvogels (Oriolidae)
- Wielewaal, Oriolus oriolus (inheems)
- São-Toméwielewaal, Oriolus crassirostris (inheems, endemisch)

Familie drongo's (Dicruridae)
- Treurdrongo of Fluweeldrongo, Dicrurus adsimilis (inheems)
- Bosdrongo of Fluweelmanteldrongo, Dicrurus modestus (inheems, ondersoort endemisch op Principe)[3][4]

Familie monarchen en waaierstaartvliegenvangers (Monarchidae)
- Roodbuikparadijsmonarch, Terpsiphone rufiventer (inheems)
- São-Toméparadijsmonarch, Terpsiphone atrochalybeia (inheems, endemisch)

Familie zwaluwen (Hirundinidae)
- Oeverzwaluw, Riparia riparia (inheems)
- Witbrauwzwaluw of bandoeverzwaluw, Riparia cincta (inheems)
- Boerenzwaluw, Hirundo rustica (inheems)
- Huiszwaluw, Delichon urbicum (inheems)

Familie cisticolidae (Cisticolidae)
- Sao-Toméprinia, Prinia molleri (inheems, endemisch)

Familie zangers (Sylviidae)
- Dohrns lijstertimalia, Horizorhinus dohrni (inheems, endemisch op Principe)[3][5]

Familie kwikstaarten en piepers (Motacillidae)
- Bocages langsnavelzanger, Amaurocichla bocagei (inheems, endemisch)

Familie vliegenvangers (Muscicapidae)
- Grauwe vliegenvanger, Muscicapa striata (inheems)

Familie lijsters (Turdidae)
- São-Tomélijster, Turdus olivaceofuscus (inheems, endemisch op Sao Tomé)[6]
- Principelijster, Turdus xanthorhynchus (inheems, endemisch op Principe)[6]

Familie brilvogels (Zosteropidae)
- Rouwbrilvogel, Zosterops lugubris of Speirops lugubris (inheems, endemisch)[5]
- Zilverbrilvogel, Zosterops leucophoeus of Speirops leucophoeus (inheems, endemisch op Principe)[3][5]
- Principebrilvogel, Zosterops ficedulinus of Zosterops ficedulinus ficedulinus (inheems, endemisch)[5]
- Sao-Tomébrilvogel, Zosterops feae of Zosterops ficedulinus feae (inheems, endemisch)

Familie spreeuwen (Sturnidae)
- Prachtglansspreeuw, Lamprotornis splendidus (inheems)
- Principeglansspreeuw, Lamprotornis ornatus (inheems, endemisch op Principe)[3]
- Kastanjevleugelspreeuw, Onychognathus fulgidus (inheems)

Familie honingzuigers (Nectariniidae)
- Principehoningzuiger, Anabathmis hartlaubii of Nectarinia hartlaubii (inheems, endemisch op Principe)[3]
- Geelborsthoningzuiger, Anabathmis newtonii of Nectarinia newtonii (inheems, endemisch)
- Reuzenhoningzuiger, Dreptes thomensis of Nectarinia thomensis (inheems, endemisch)
- Olijfgroene honingzuiger, Cyanomitra olivacea of Nectarinia olivacea (inheems)
- Cyanomitra obscura of Nectarinia obscura (inheems)[7]

Familie kwikstaarten en piepers (Motacillidae)
- Afrikaanse bonte kwikstaart, Motacilla aguimp (inheems)

Familie vinkachtigen (Fringillidae)
- Mozambiquesijs, Serinus mozambicus (inheems)
- Principekanarie, Serinus rufobrunneus (inheems, endemisch)
- Sao-Tomékanarie, Neospiza concolor (inheems, endemisch)

Familie wevers en verwanten (Ploceidae)
- Principewever, Ploceus princeps (inheems, endemisch op Principe)[3]
- Dottergele wever, Ploceus vitellinus (inheems)
- Grote textorwever, Ploceus cucullatus (geïntroduceerd)
- Reuzenwever, Ploceus grandis (inheems, endemisch)
- Zwartkopwever, Ploceus melanocephalus (inheems)
- Sao-Toméwever, Ploceus sanctithomae (inheems, endemisch)
- Roodkopwever, Quelea erythrops (inheems)
- Roodvoorhoofdwever, Euplectes hordeaceus (inheems)
- Goudrugwever, Euplectes aureus (inheems)
- Spiegelwidavink, Euplectes albonotatus (inheems)

Familie prachtvinken (Estrildidae)
- Bruinborstnegervink, Nigrita bicolor (inheems)
- Sint-Helenafazantje, Estrilda astrild (geïntroduceerd)
- Angolees blauwfazantje, Uraeginthus angolensis (inheems)
- Gewoon ekstertje, Spermestes cucullatus of Lonchura cucullata (inheems)

Familie wida's (Viduidae)
- Dominikanerwida, Vidua macroura (inheems)
- Smalstaartparadijswida, Vidua paradisaea (geïntroduceerd)